# Magnolia fujianensis
Magnolia fujianensis là một loài thực vật có hoa trong họ Magnoliaceae. Loài này được (Q.F.Zheng) Figlar mô tả khoa học đầu tiên năm 2000.